# Imaruí
Imaruí é um município brasileiro do estado de Santa Catarina. Sua população, conforme estimativas do IBGE de 2022, era de 11,881 habitantes.

## História
Os primeiros colonizadores foram pescadores oriundos de Laguna, que adentraram na Lagoa de Imaruí, antes de 1800. Em 1833 foi criada a freguesia de São João Batista de Imaruí, e o distrito criado pelo Decreto nº 29, de 23 de março de 1833.  A guerra que se seguiu à instalação da República Juliana, onde ocorreu o trágico episódio conhecido como o “massacre de Imaruí", fez com que muitas famílias deixassem Laguna para morar em Imaruí, por volta de 1839. 
Fundação: 27 de agosto de 1890 sob o nome Imaruhy. A cidade tinha 6395 habitantes em 31 de Dezembro de 1890.

## Características
A influência da colonização açoriana se faz presente no dia-a-dia da cidade, tanto na arquitetura como nas festas e manifestações religiosas. A pesca é a principal fonte de economia do município, seguida da agricultura, onde se destaca o arroz, a farinha de mandioca e outros. O município também está investindo no turismo rural, tendo ótimas pousadas.

## Geografia
Localiza-se a uma latitude 28º20'29" sul e a uma longitude 48º49'12" oeste, estando a uma altitude de 6 metros. Clima Mesotérmico úmido, com verão quente e temperatura média de 19,5°C.  Sua população no censo de 2010, era é de 11.672 habitantes.